# Star Wars Holiday Special
Star Wars Holiday Special este un film american de televiziune din 1978, difuzat inițial pe 17 noiembrie 1978, la CBS. Este plasat în universul francizei media Războiul stelelor. Regizat de Steve Binder, a fost primul film spin-off al seriei Războiul stelelor, plasat între evenimentele din filmului original și Imperiul contraatacă (1980). Are distribuția principală a filmului original Războiului Stelelor și prezintă personajul Boba Fett, care a apărut în filme ulterioare. 
În povestea principală a acestui episod special, după evenimentele din filmul original, estre prezentată sosirea lui Chewbacca și a lui Han Solo pe planeta Kashyyyk, lumea de origine a lui Chewbacca, pentru a sărbători Ziua Vieții. Cei doi sunt urmăriți însă de către agenți ai Imperiului Galactic care caută membri ai Alianței Rebelilor pe această planetă.

## Distribuție
- Mark Hamill - Luke Skywalker[6]
- Harrison Ford - Han Solo[6]
- Carrie Fisher - Princess Leia[6]
- Anthony Daniels - C-3PO[6]
- Peter Mayhew - Chewbacca[6]
- James Earl Jones - Darth Vader (voce)[6]
- Beatrice Arthur[6] - Ackmena
- Art Carney[6] - Trader Saun Dann[7]
- Diahann Carroll[6] - Mermeia Holographic
- Jefferson Starship[6] (Marty Balin, Craig Chaquico, Paul Kantner, David Freiberg, Pete Sears, John Barbata) - holographic band
- Harvey Korman[6] - Krelman / Chef Gormaanda / Amorphian instructor
- Mickey Morton - Malla[6] / Tork (nemenționat) / Chef Gormaanda's second pair of arms (nemenționat)
- Paul Gale - Itchy[6]
- Patty Maloney - Lumpy[6]
- Jack Rader[6] - Imperial Guard Officer
- Stephanie Stromer[6]
- Michael Potter[6] - Imperial Guard
- The Wazzan Troupe[6]
- Yuichi Sugiyama[6] - the "Ring-Master"
- The Mum Brothers[6]
- Claude Woolman[6] - Imperial Officer
- Lev Mailer[6] - Imperial Guard
- John McLaughlin[6]
- David Prowse (imagini de arhivă) - Darth Vader (nemenționat)
- Alec Guinness (imagini de arhivă) - Obi-Wan Kenobi (nemenționat)
- Leslie Schofield (imagini de arhivă) - Imperial Officer (nemenționat)
- Marcus Powell (imagini de arhivă) - Rycar Ryjerd (nemenționat)